# John Rudd
Pour les articles homonymes, voir Rudd.
John Rudd, né le 26 mai 1981 à Londres, est un joueur de rugby à XV anglais. Il évolue au poste d'ailier au sein de l'effectif des Newcastle Falcons (1,88 m et 108 kg). 
Il a inscrit 11 essais en 24 rencontres de Coupe d'Europe ces 4 dernières années.

## Carrière

### Clubs Successifs
- Harlequins  Angleterre 2000
- London Wasps  Angleterre 2002-2004
- Northampton Saints  Angleterre 2004-2006
- Newcastle Falcons  Angleterre 2006-2009
- London Irish  Angleterre 2009-2010

## Palmarès
- Champion d'Angleterre : 2004
- Vainqueur de la Coupe d'Europe : 2004
- Vainqueur du Challenge européen : 2003